# Goguette du Chat-Noir
Pour les articles homonymes, voir Chat noir (homonymie).
L'existence de la Goguette du Chat-Noir nous est connue par des articles dans le Nouvel Écho en 1892, ainsi que par une carte vierge sans date de la Goguette du Chat Noir, un texte de Léon de Bercy et un article dans Le Petit Parisien en 1914.
Cette goguette se réunissait dans le célèbre cabaret montmartrois du Chat Noir.
Léon de Bercy écrit en 1902 dans Montmartre et ses chansons, poètes et chansonniers : « Jules Jouy ayant quitté la présidence des réunions des goguettes du Chat Noir, sa succession échut à Ferny. C'est à une de ces réunions que se révéla Vincent Hyspa, avec le Ver solitaire. » et, plus loin : « Louise France a longtemps fréquenté les goguettes du Chat Noir, où je me rappelle lui avoir entendu dire, avec des intonations qu'elle est seule à posséder : La Levrette et le Gamin, d'André Gill ; Pères et Mères, La Vieille Savonneuse, C'est bien bon pour des Parisiens ! et cent autres choses dont les titres m'échappent »

## Échos de la Goguette du Chat Noir
Extrait de la chronique Paris-Concerts du Nouvel Écho, numéro 4, 15 février 1892 signée Un Petit banc :
Ravissante soirée que cette première goguette du Chat Noir, du dimanche 31, dans le manoir de Chat-Noirville. Très influenzé le Maître, point celui des Débats, mais de céans, qui a fait, en digne huissier audiencier, les honneurs de la soirée présidée par Jules Jouy, le père des chansonniers et l'oncle d'Alcanter par la voie du sapin.
L' Enterrement et le Déluge universel ont été l'objet de hourras frénétiques. Tollés et rires maigres ont accueilli une poésie dite par M. Petit Pierre ou Pierre Petit, et qu'on croit être de Jules Simon. Succès pour Henrion et ses Capucines, Paul Delmet et sa Chanson de rien, Damas, Cavallerio rusticano de Marie Krysinska, ou la perspective Newsky, pour Melchissédes ou Melqui dit sec dans le Rossignol de Pradels, pour Jacques Ferny dans l'Alibi, enfin pour notre Alcanter, dont l'étrangeté géniale des Croque-Morts aurait dérouté l'assistance la plus hostile. Il est vrai que l'œil du Maître...
Remarqué dans l'assistance : MM. Alphonse Allais, retour de Nice, si ému qu'il n'a rien pu dire ; G. Auriol, qui n'a pas l'œil assez américain pour subtiliser les numéros du Nouvel Écho qui émergent des poches des pardessus, et à qui nous réservons une canne d'honneur ; l'excellent poète Goudezki, muet comme un sterlet ; Guéneau de Mussy fils, et père d'une bien belle barbe ; le très sympathique peintre Paul Robert, le sosie de Maupassant ; Me Bertrand, le fils du célèbre académicien qui a hérité de l'esprit de son père ainsi que d'une bien jolie cravate rouge. Enfin, parmi la rédaction, MM. Émile Straus (point d'appréciation, c'est mon directeur et la copie m'est payée) ; J. Belon, le charmant artiste, le maëstro de Sivry, et pour mémoire Rosita Rieti, madame de Rute et un cousin de Pierre Loti.
Le même Petit banc écrit dans le Nouvel Écho, numéro 5, 1er mars 1892 :
Comme toujours, charmantes de gaieté gauloise, les goguettes du Chat Noir. A citer dans la dernière, l'excellent président Jules Jouy, dans ses Lamentations de J. Simon ; parmi nos collaborateurs : J. Belon, dans le capitaine Pamphile ; Alcanter et son Ministère naturaliste, tout d'actualité. Noté aussi Irma Perrot, qui détaille à ravir Villon, le père des goguettes, auquel Gustave Guillemet a dédié une excellente poésie. M. Paul Delmet, dans son Mendiant, dont la musique est remplie d'une enveloppante poésie et charme l'oreille. Un bravo à Rodolphe Salis, qui, avec son joli costume de l'ancienne Suisse, est capable de nous faire prendre l'Helvétie pour des lanternes.
Dans le Nouvel Écho, numéro 7, 1er avril 1892, Saint-Jean (pseudonyme d'Émile Straus) dans sa chronique À l'Orchestre parle aussi des goguettes du Chat Noir :
... aux dernières goguettes du Chat Noir, l'exquis et joyeux chansonnier Jules Jouy, dans l'Exemple, son neveu Alcanter (la Dynamite), ...

## Les débuts de Jehan Rictus à la goguette du Chat noir vers 1896
En 1914 Le Petit Parisien parle de la goguette du Chat Noir. Il faut prendre cet article avec réserve, car il est écrit dans un quotidien populaire bien après les évènements dont il parle. De plus il semble avoir été dicté par Jehan Rictus qui avait tendance à se réinventer sa biographie et dont une interview suit dans l'article. On a ici l'impression que le journaliste a brodé autour de plusieurs anecdotes que lui aurait raconté Rictus (ses débuts au Quat'z'Arts, un passage au Chat Noir...) pour donner une histoire croustillante à un lectorat peu soucieux de vérité : 
Un dimanche soir il y a de cela une vingtaine d'années on vit arriver à la goguette du « Chat Noir » un grand garçon barbu, maigre, pâle et triste, boutonné jusqu'au col dans une longue redingote noire, et qui avait l'aspect fatal prêté par Paul Verlaine aux Poètes maudits. Cette goguette du dimanche soir, au « Chat Noir », était une réunion peu banale, où chacun pouvait chanter ou dire des vers, mais où l'on risquait, en cas d'insuccès, le plus impitoyable des « emboitages ». Et l'emboitage, au cabaret comme au théâtre, est la plus cruelle des blagues. Ce dimanche-là, justement, la goguette était d'humeur tracassière, et tout nouveau venu courait le risque, s'il déplaisait au public, de s'entendre huer à outrance. Déjà, un compositeur qui jouait les Delmet, un ténor en rupture d'opéra, un poète macabre avaient été « vidés » de l'estrade avec de féroces « hou ! hou ! », quand Horace Valbel, qui présidait ce soir-là, annonça « Le poète Jehan Rictus, dans les Soliloques du pauvre ».
On vit alors s'avancer vers le piano le grand garçon barbu, maigre, pâle et triste, dont la longue redingote funèbre avait fait sensation, dès son entrée. Et quand, de ses yeux visionnaires, il eut fixé la foule, le silence se fit… Il dit l'Hiver, il dit le Revenant… Et quand il se tut, des trépignements, des cris, des bravos furieux éclatèrent, un triple ban fut frappé d'enthousiasme : un poète, un grand poète, au génie humain, trempé d'âcres larmes, venait de se révéler...